# Federica Cassol
Federica Cassol (8 maggio 2000) è una fondista italiana.

## Biografia
Originaria di Sarre e attiva dal marzo del 2016, Federica Cassol ha esordito in Coppa del Mondo il 19 gennaio 2024 a Oberhof in una sprint (32ª) e ai Campionati mondiali a Trondheim 2025, dove si è classificata 28ª nella sprint e 5ª nella sprint a squadre; non ha preso parte a rassegne olimpiche.

## Palmarès

### Coppa del Mondo
- Miglior piazzamento in classifica generale: 54ª nel 2025